# Hazmburská tabule
Hazmburská tabule je geomorfologický podcelek v severozápadní části Dolnooharské tabule, ležící v okresech Litoměřice a Louny v Ústeckém kraji.

## Poloha a sídla

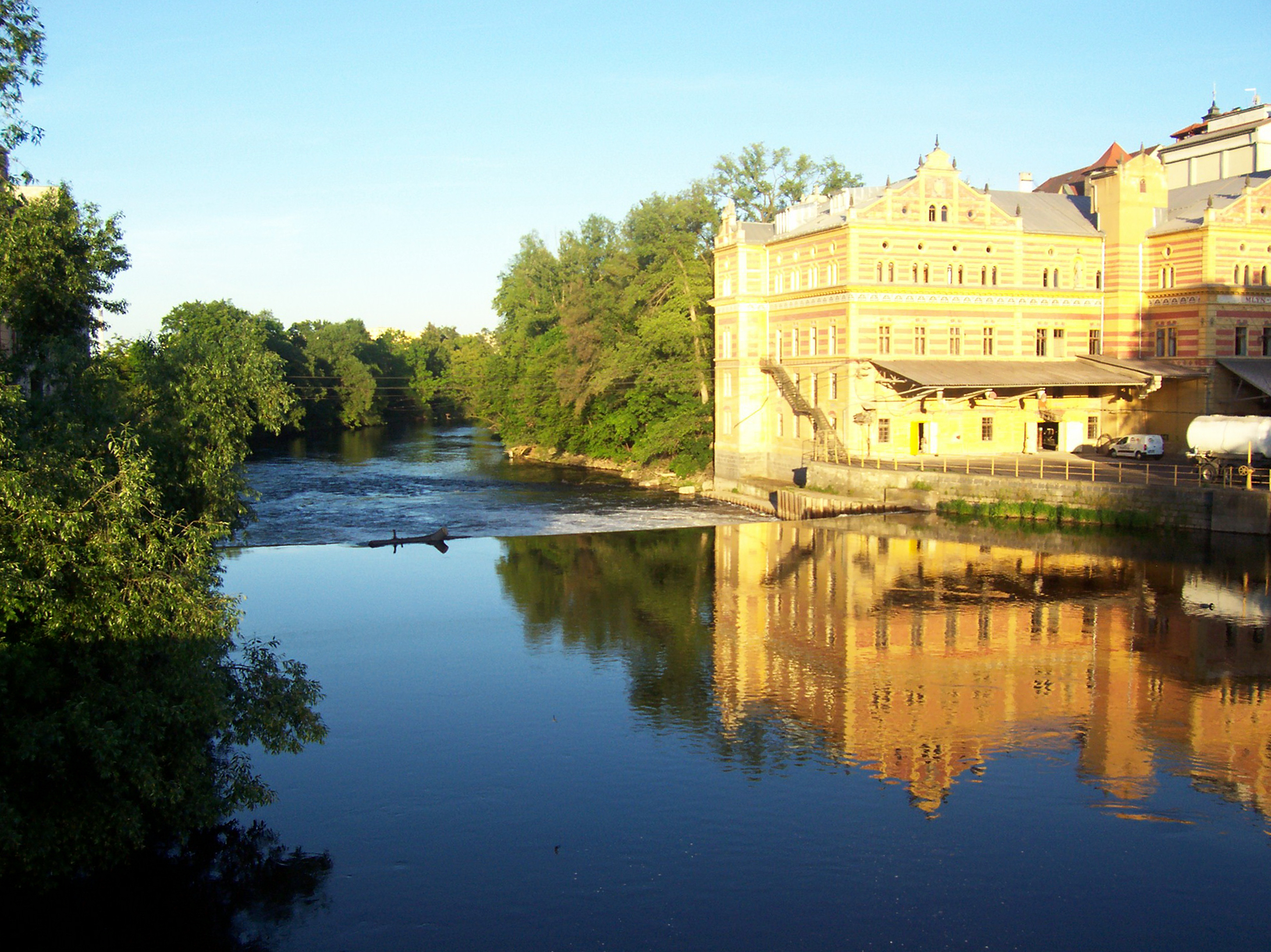
Jez na řece Ohři v Lounech a Jiráskův mlýn v Dolnooharské nivě

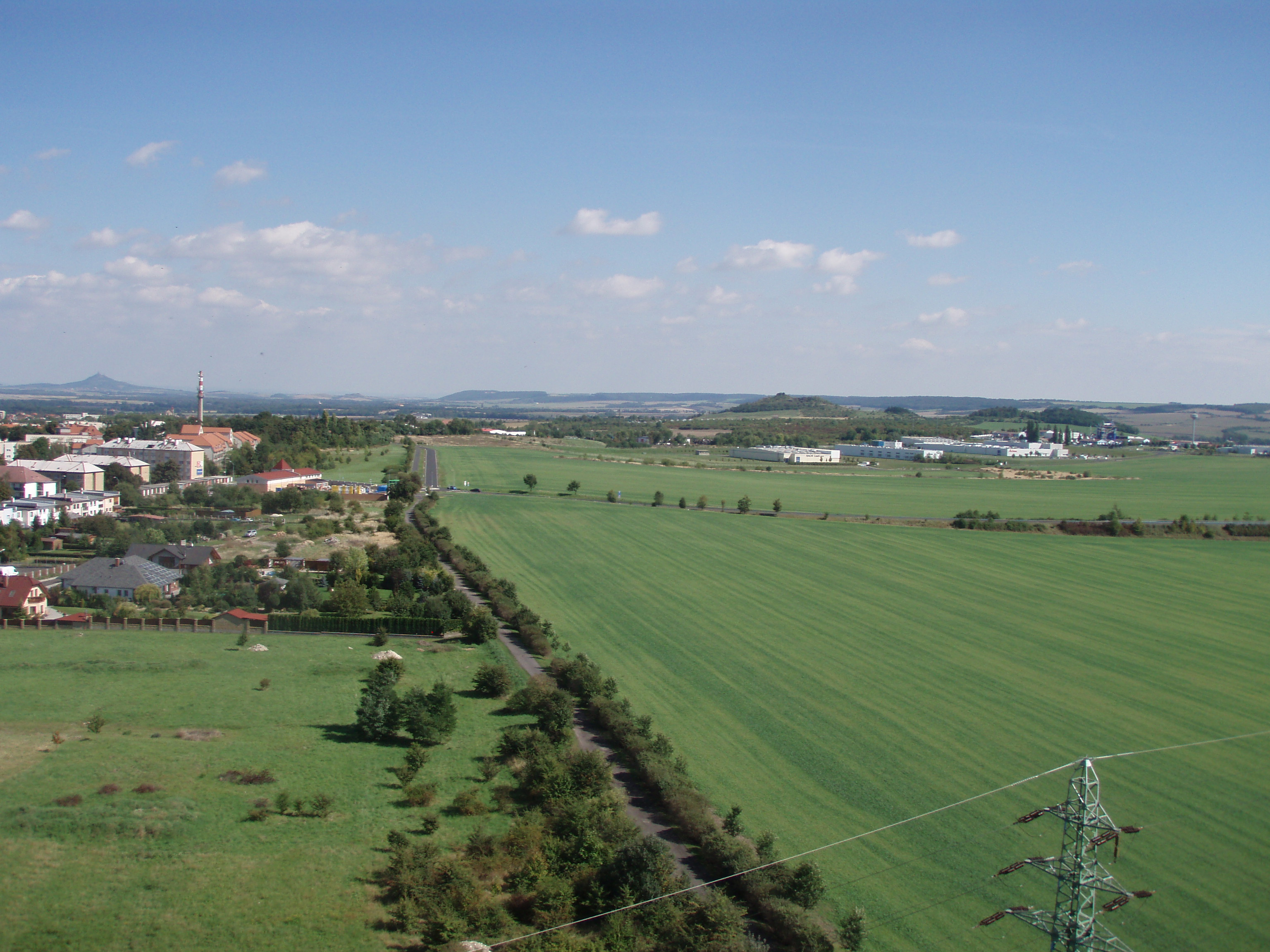
Jižní okraj Loun a Blšanské vrchy v Lounské pahorkatině

Podcelek se rozkládá zhruba mezi sídly Lovosice (na severu), Budyně nad Ohří (na severovýchodě), Peruc a Hříškov (na jihovýchodě), Měcholupy (na jihozápadě), Postoloprty (na západě) a Libčeves (na severozápadě). Zcela uvnitř podcelku je z větších sídel okresní město Louny.

## Geomorfologické členění
Podcelek Hazmburská tabule (dle značení Jaromíra Demka VIB–1A) náleží do celku Dolnooharská tabule. Dále se člení na okrsky Klapská tabule (VIB–1A–1) na severovýchodě, Dolnooharská niva (VIB–1A–2) ve střední části, Lounská pahorkatina (VIB–1A–3) na jihozápadě a Smolnická stupňovina (VIB–A–4) na jihu.
Oproti Demkovu členění je v podrobnějším členění Balatky a Kalvody navíc okrsek Lenešický úval, zatímco chybí Dolnooharská niva.
Tabule sousedí s dalšími podcelky Dolnooharské tabule (Řipská tabule na jihovýchodě, Terezínská kotlina na severovýchodě) a s celky České středohoří na severozápadě, Mostecká pánev na západě, Rakovnická pahorkatina na jihozápadě a Džbán na jihu.
Kompletní geomorfologické členění celé Dolnooharské tabule uvádí následující tabulka:
| Geomorfologické členění Dolnooharské tabule                            | Geomorfologické členění Dolnooharské tabule | Geomorfologické členění Dolnooharské tabule |
| ---------------------------------------------------------------------- | ------------------------------------------- | ------------------------------------------- |
| ČESKÁ VYSOČINA • Česká tabule • Středočeská tabule                     |                                             |                                             |
| HAZMBURSKÁ TABULE                                                      | Klapská tabule                              | Hazmburk (429 m)                            |
| HAZMBURSKÁ TABULE                                                      | Dolnooharská niva                           |                                             |
| HAZMBURSKÁ TABULE                                                      | Lounská pahorkatina                         |                                             |
| HAZMBURSKÁ TABULE                                                      | Smolnická stupňovina                        |                                             |
| ŘIPSKÁ TABULE                                                          | Perucká tabule                              |                                             |
| ŘIPSKÁ TABULE                                                          | Krabčická plošina                           | Říp (461 m)                                 |
| TEREZÍNSKÁ KOTLINA                                                     | Bohušovická rovina                          |                                             |
| TEREZÍNSKÁ KOTLINA                                                     | Budyňská pahorkatina                        | Mrchový kopec (211 m)                       |
| TEREZÍNSKÁ KOTLINA                                                     | Polepská rovina                             |                                             |
| TEREZÍNSKÁ KOTLINA                                                     | Oharská niva                                |                                             |
| TEREZÍNSKÁ KOTLINA                                                     | Roudnická brána                             |                                             |
| PROVINCIE • Subprovincie • Oblast / Celek / PODCELEK • Okrsek • Vrchol |                                             |                                             |

## Významné vrcholy
Nejvyšším vrcholem Hazmburské tabule je Hazmburk (429 m n. m.).
| název vrcholu  | výška (m n. m.) | podřazená jednotka   |
| -------------- | --------------- | -------------------- |
| Hazmburk       | 429             | Klapská tabule       |
| V Březinách    | 388             | Smolnická stupňovina |
| Draha          | 355             | Lounská pahorkatina  |
| Bytiny         | 338             | Smolnická stupňovina |
| Ovčí vrch      | 317             | Lounská pahorkatina  |
| Baba           | 306             | Klapská tabule       |
| Blšanský Chlum | 293             | Lounská pahorkatina  |
| Syslík         | 285             | Klapská tabule       |
| Přední vršek   | 279             | Klapská tabule       |
| Rohatec        | 264             | Klapská tabule       |
| Na Kamenici    | 264             | Lounská pahorkatina  |
| Jiřetín        | 252             | Klapská tabule       |
| Humenský vrch  | 246             | Klapská tabule       |
| Průhon         | 241             | Klapská tabule       |
| Březenský vrch | 237             | Lounská pahorkatina  |
| Mělce          | 223             | Lounská pahorkatina  |
| Prašný vrch    | 205             | Smolnická stupňovina |